# Il mondo di Suzie Wong
Il mondo di Suzie Wong (The World of Suzie Wong) è un film americano del 1960 diretto dal regista Richard Quine, dramma romantico con la sceneggiatura di John Patrick adattata dal lavoro teatrale di Paul Osborn, che era basato sul romanzo dello stesso titolo di Richard Mason.

## Trama
L'architetto americano Robert Lomax è un aspirante artista che, stanco della sua attività, si trasferisce a Hong Kong per dedicarsi alla sua passione per la pittura. Sul ferryboat in rotta per Hong Kong, incontra Mee Ling, una bellissima giovane donna che si dichiara di alto status sociale. Robert le abbozza un ritratto ma lei, indispettita, cerca maliziosamente di farlo arrestare per averle rubato la borsetta. L'equivoco è comunque risolto e i due si separano.
Con limitate risorse finanziarie a sua disposizione, Robert prende una stanza in un misero alberghetto del famigerato distretto di Wan Chai, luogo di prostitute, dove il titolare Ah Tong si stupisce perché Robert vuole affittare una stanza per un mese piuttosto che la solita ora o due. Per caso Robert nota Mee Ling lasciare l'albergo vestita in un abito rosso in compagnia di un marinaio e così scopre presto la vera natura della sua professione. Incontrandola al bar lei gli dice di non conoscerlo e di chiamarsi Suzie Wong, ma poi ammette sfacciatamente di essere una prostituta.
Il giorno dopo Robert fa visita a un banchiere americano per aprire un conto. La figlia di questo, Kay O'Neill, è subito attratta dal fascino del nuovo arrivato e intercede con il padre per aiutare finanziariamente Robert.
Robert intanto chiede a Suzie di fargli da modella e così viene a sapere che lei è stata costretta a fare la prostituta fin da piccola come mezzo di sopravvivenza. I due cominciano a frequentarsi e ad innamorarsi velatamente, ma nel frattempo Robert è corteggiato in modo discreto da Kay.
Ad una cena di gala dove sono presenti il banchiere con la moglie e la figlia, è invitato anche Robert che porta inaspettatamente con sé Suzie. Lì Robert incontra Ben Marlowe accompagnato dalla moglie, che lui riconosce come uno dei clienti di Suzie. Ben confida a Robert di amare Suzie e di voler lasciare la moglie e Suzie accetta, al fine di ingelosire  Robert. Quando Ben si riconcilia però con la moglie, Suzie torna da Robert che in un primo momento la rifiuta ma poi, travolto ormai dalla passione, le dichiara il suo amore.
Un giorno Robert segue furtivamente Suzie in una delle sue sparizioni periodiche e la trova in una fatiscente baracca in un cadente e precario villaggio abbarbicato su una collina sopra Hong Kong, con in braccio il figlioletto neonato che gli ha tenuto nascosto. Robert rimane in un primo momento perplesso ma poi accetta il bambino e tornano tutti e tre nell'alberghetto.
I dipinti di Robert però non si riescono a vendere e lui si trova ben presto in difficoltà finanziarie. Kay implora il padre di aiutarlo offrendogli del denaro, ma l'orgoglio non permette a Robert di accettare. Quando Suzie paga con il proprio denaro l'affitto e comunica a Robert di voler riprendere il suo lavoro di prostituta per aiutarlo, lui la caccia via in un impeto di rabbia.
Robert, ormai innamorato profondamente della donna, si rende conto del suo errore e cerca affannosamente Suzie, che intanto sembra scomparsa, sotto una pioggia torrenziale. La trova finalmente nel luogo dove lei tiene il suo bambino, che è nel frattempo disgraziatamente morto a causa dell'inondazione che ha travolto la baracca. Il rapporto tra i due si rafforza definitivamente e, dopo la cerimonia funebre in onore del piccolo, in cui Robert, su richiesta di Suzie, scrive una "lettera di raccomandazione" per il bimbo morto: "Il latore della presente....", i due si avviano verso una vita insieme.

## Colonna sonora
Il famoso motivo musicale del film fu scritto da Sammy Cahn e Jimmy Van Heusen. In Italia uscì una versione cantata da Nico Fidenco che ebbe un discreto successo, arrivando in prima posizione per cinque settimane.
Nella torrida sequenza ambientata all'interno della sala da ballo, il cha-cha-cha, eseguito in versione solo strumentale, che Suzie balla - in cheongsam con doppio spacco - in compagnia di un marinaio, è Eso es el Amor (1958). Si tratta di un notissimo brano - scritto da Pepe Iglesias, attore, umorista e cantante argentino, attivo anche in Cile e Spagna - e ripreso in seguito da altri esecutori, come per esempio il cantante e attore d'origine turca Darío Moreno.

## Curiosità
Dopo il film, Nancy Kwan ricevette nel 1961 il Golden Globe Award come "Migliore Esordiente Donna", al pari di Ina Balin ed Hayley Mills e divenne un sex symbol; famosi gli abiti in stile orientale con i cosiddetti "spacchetti alla Suzie Wong", che divennero di moda negli anni '60.

## Premi
Il film è stato premiato al Radio City Music Hall di New York.